# GSC3133-972
GSC3133-972 — хімічно пекулярна зоря спектрального класу A3, що має видиму зоряну величину в смузі V приблизно 10,0.

## Пекулярний хімічний склад
Зоряна атмосфера GSC3133-972 має підвищений вміст 
Si
.